# Abbaye Saint-Jean-des-Vignes
Pour les articles homonymes, voir Abbaye Saint-Jean et Saint-Jean-des-Vignes.
 (juin 2012).
Si vous disposez d'ouvrages ou d'articles de référence ou si vous connaissez des sites web de qualité traitant du thème abordé ici, merci de compléter l'article en donnant les références utiles à sa vérifiabilité et en les liant à la section « Notes et références ».
L’abbaye Saint-Jean-des-Vignes est une ancienne abbaye de chanoines réguliers fondée en 1076 par Hugues le Blanc, située sur la colline Saint-Jean, au sud-ouest de la ville de Soissons dans le département de l'Aisne en France, de style gothique.
Cette abbaye fait l’objet d’un classement au titre des monuments historiques depuis 1875 (pour les clochers et les cloîtres) préfigurant d'autres actes de protection par la suite : classements en 1913 (vestiges des bâtiments de l'abbaye) et 1947 (logis des hôtes et terrains), inscription en 1947 (mur d'enceinte, château d'eau, logis de l'abbé).

## Fondation
Hugues le Blanc, seigneur de la région, s'était emparé de plusieurs églises, dont il profitait du revenu. Hugues suivit ensuite la voie que lui traça Thibault de Pierrefonds, évêque de Soissons : fonder un monastère en dehors de la ville, dédié à saint Jean dans la paroisse Saint-Jacques qui prit le nom de Saint-Jean-du-Mont. Hugues restitua cinq paroisses : Charly, Montlevon, Saint-Aignan, Le Grand Rozoi et Arthaise plus deux moulins, le Moulin Neuf et le moulin Tauxart sur l'Oise. L'évêque laissa à Hugues la gloire de la fondation. Tous deux demandèrent à Philippe Ier des lettres patentes pour la confirmer. Celui-ci le fit en 1076 en l'augmentant. Gui Ier de Châtillon († apr.1089) fit également confirmer par le roi la donation qu'il fit à cette abbaye la même année
Douze ans après, Hugues acheta trente arpents de vignes qu'il donna à l'abbaye en y ajoutant plusieurs héritages en vignes et terres dans la paroisse de Charly. Cette deuxième fondation fut confirmée par Henri, 53e évêque de Soissons, et par le fils d'Hugues. Le monastère prit à cette occasion le nom de Saint-Jean-des-Vignes.
Une communauté de chanoines johannistes (disciples de saint Jean) suivant la Règle de saint Augustin s'installèrent à l'abbaye.

## Construction et organisation de la vie monastique
Comme pour la plupart des grandes abbatiales et cathédrales, l'abbaye fait suite à plusieurs édifices : la chapelle Saint-Jean-du-Mont puis à une église romane, dont on pense avoir retrouvé une partie des fondations en 1951. Le lieu de culte lui-même est la conséquence logique de la présence d'un cimetière romain christianisé. Destinée à des disciples de saint Jean qui suivaient la règle de saint Augustin, elle devint la maison mère de l'ordre. Le nombre de chanoines fut fixé par le pape à 90. Y vivaient aussi une trentaine de frères convers et au début quelques sœurs couturières. Ces moines étaient médecins et soignaient par le mélange de toutes sortes de plantes des maladies comme les maux ou l'épilepsie. Ceci explique l'abondance de la décoration florale de l'abbaye, la plus vaste de Soissons qui en comptait sept.
Elle comportait de nombreux bâtiments. Le tout formait à son apogée vers 1520 un vaste ensemble entouré d'une enceinte et d'un fossé. Environ 150 moines en dépendaient ; ils employaient du personnel et exploitaient une trentaine de fermes. Le monastère devint un grand propriétaire foncier. Une quarantaine de paroisses appartenaient aussi à l'abbaye, et les chanoines exerçaient les fonctions de prieurs/curés. L'habit des pères était blanc et celui des frères convers noir et violet.
Les constructions que nous voyons actuellement furent entreprises à la fin du XIIIe siècle. On élève alors le cellier, les portails, le réfectoire, les cuisines, au XIVe, on achève la nef, les tours restant à monter.

## L'abbaye au Moyen Âge

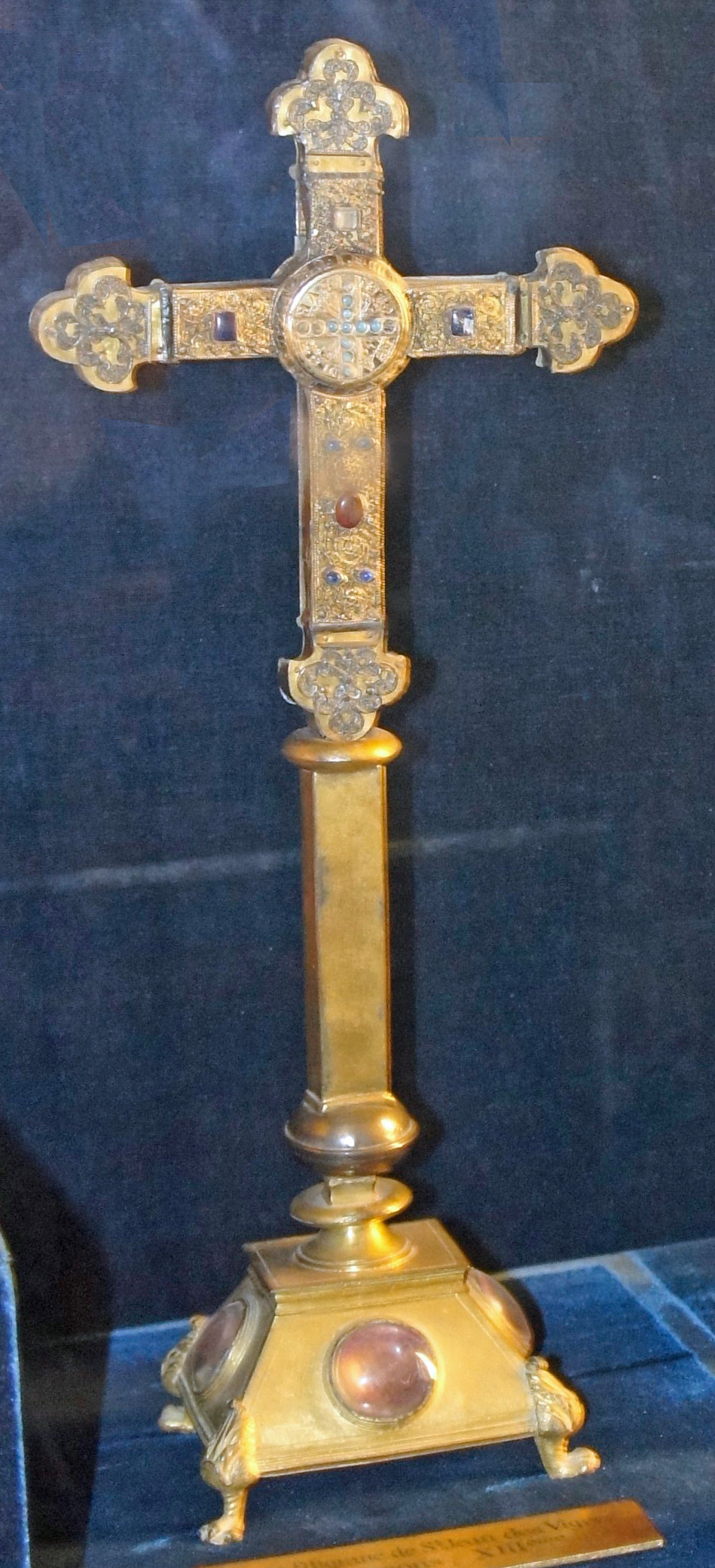
Croix reliquaire (XIIIe siècle).

Aux XIIIe et XIVe siècles, de nombreux dons affluèrent, apportés par les rois et les grands seigneurs, entre autres le cardinal Jean de Dormans, mais aussi par des personnes plus modestes qui léguèrent argent, terres ou maisons.
Trois donations attribuées aux johannistes servirent à l'instruction des novices. La première de Raoul de Presles à Paris qui donna des bourses perpétuelles, la seconde de Aubert de Bignicourt qui fonda le collège Sainte-Catherine de Soissons et en confia la direction aux moines de Saint-Jean. La troisième est de Jean de Dormans qui donna la direction de Dormans-Beauvais.
Survint la guerre de Cent Ans, les chantiers furent détournés de leurs attributions primitives et l'on se mit à construire des remparts (vers 1375). Dans l'enceinte s'installa en 1414 le quartier général de Charles VI et des Armagnacs assiégeant la ville qui fut investie et pillée.

## Apogée et déclin à l'époque moderne
La guerre terminée, on se mit à construire les tours qui furent terminées à l'issue de deux grandes périodes de travaux : de 1488 à 1495 pour la grande tour, et de 1516 à 1520 pour la petite. L'abbatiale avait été consacrée par Jean Milet, évêque de Soissons, en 1478 et dédiée à la Vierge, à saint Jean-Baptiste et à saint Jean l'évangéliste.
En 1544 l'abbaye dut prêter sa grande salle à Charles Quint pour qu'il vînt y préparer le traité de Crépy. Il y demeura avec sa suite du samedi 13 au mardi 16 septembre. Pour éviter une nouvelle invasion, Henri II décida de renforcer le système stratégique de Soissons. La colline Saint-Jean avec son abbaye, point stratégique, fut jugée trop dangereuse par les ingénieurs qui proposèrent de raser le monastère. Soissons protesta violemment et l'évêque Mathieu de Longuejoue, proche du roi, réussit à sauver l'abbaye et l'inclure dans l'enceinte de la ville. Le monastère dut donc amputer ses clos de vignes et réduire légèrement son territoire pour rentrer dans Soissons.
Jusqu'à cette époque les abbés étaient nommés par les religieux et appelés abbés réguliers. Il y en eut 31 qui exercèrent tous sauf un leur fonction avec dignité. À partir de 1566, les abbés furent de grands seigneurs imposés par le roi et nommés abbés commendataires. Ceux-ci pour la plupart vivaient à la cour ou ailleurs, et ne s'occupaient de l'abbaye que pour toucher les revenus. Toute l'autorité religieuse fut exercée par le prieur claustral qui devint le grand prieur.
En 1567, les Huguenots commandés par le prince de Condé, frère de Charles de Bourbon, abbé de Saint-Jean, s'emparèrent de Soissons par surprise. Les moines pensèrent que leur abbé allait intervenir pour que leur abbaye soit épargnée, il n'en fut rien, et seule la fuite par un égout débouchant dans les remparts leur permit à tous, sauf un inconscient du danger, de s'échapper. Saint-Jean fut saccagée, l'église fut transformée en écurie, l'argenterie et les cloches fondues, la tuyauterie cassée et l'autel d'or renversé. Le clocher situé sur le toit du réfectoire fut détruit. Les archives disparurent en quasi-totalité. La fin de cette bataille fut suivie par l'estimation des dégâts qui s'élevaient à plus de 100 000 livres.

## La Révolution française et la disparition de l'abbaye
À la Révolution, les 72 moines qui pourtant avaient prêté leur salle pour les assemblées du tiers état furent chassés. À la suppression des abbayes, la municipalité de Soissons protesta. Malgré cela, le mobilier fut vendu, l'argenterie (remplacée) fondue et envoyée à la Monnaie de Paris. Le dernier grand prieur fut massacré en 1792 à Saint-Firmin à Paris. L'abbaye fut transformée en manutention militaire. On y installa des boulangeries : ce fut le commencement de l'occupation par l'armée.
Grâce à cette attribution, l'abbaye traversa cette époque sans trop de dommages, mis à part la destruction d'archives, de statues décapitées ou de vitraux brisés. Les vitraux provoquèrent d'ailleurs un incident : les unités trouvèrent du verre dans leur pain et crurent à un complot. Une menace fut prononcée par les sections révolutionnaires et ces dernières nommèrent une commission qui vit rapidement que les vitraux, sans entretien, s'abîmaient et des morceaux de verre tombaient dans la pâte à pain.
La tourmente passée, il fallut rénover les bâtiments. Même s'il n'avait subi aucun dommage volontaire, l'édifice resta plusieurs années sans entretien, comme la cathédrale. Les prix de la rénovation furent fixés à 26 786 livres. Les marguilliers suggérèrent au maire de détruire Saint-Jean pour en vendre les matériaux. L'église fut donc mise à la disposition de l'évêque qui, malgré une vive protestation de Soissons, et de plusieurs personnalités politiques, ordonna la destruction du bâtiment excepté les tours.
Le 10 juin 1809, le maçon Valot et le charpentier Delacroix disposèrent de toute l'église pour 3 000 francs. Les vitraux et les ferrements ont été vendus en 1807. Des maisons de Soissons furent construites avec les pierres de Saint-Jean. Celles-ci se vendant mal, la destruction fut arrêtée après une vingtaine d'années. Ainsi disparut à la manière de Cluny une nef magnifique. Le reste de l'édifice resté sans entretiens se lézardait, aussi l'on dut consolider la grande flèche à l'aide de ferrements. Mais cette intervention ne donna pas le résultat souhaité et l'on dut installer un système de chaînages pour maintenir les huit pans de la flèche à égale distance des uns des autres.

## L'abbaye aujourd'hui
Les derniers vestiges de l'abbaye appartiennent aujourd'hui à la Ville de Soissons. Ils se visitent librement à la belle saison.
La Ville de Soissons a lancé une opération de sauvegarde des deux tours, avec l'appui des Monuments Historiques, des différentes Collectivités dont elle fait partie, et du mécénat. Les travaux ont commencé en 2016 avec la purge de la végétation et des éléments présentant un risque de chute. Ils sont prévus pour durer une dizaine d'années.

## Abbés et abbés commendataires

### Abbés réguliers
- 1214 : Raoul, premier de ce nom[9].

## Héraldique
| Armoiries de l'Abbaye Saint-Jean-des-Vignes | Les armes de l'abbaye se blasonnent ainsi : D'azur semé de fleurs de lys d'or à un chevron de gueules chargé de six (ou cinq) roses d'argent, surmonté en chef d'un lambel de cinq pendants du même. |

## Galerie de photographies

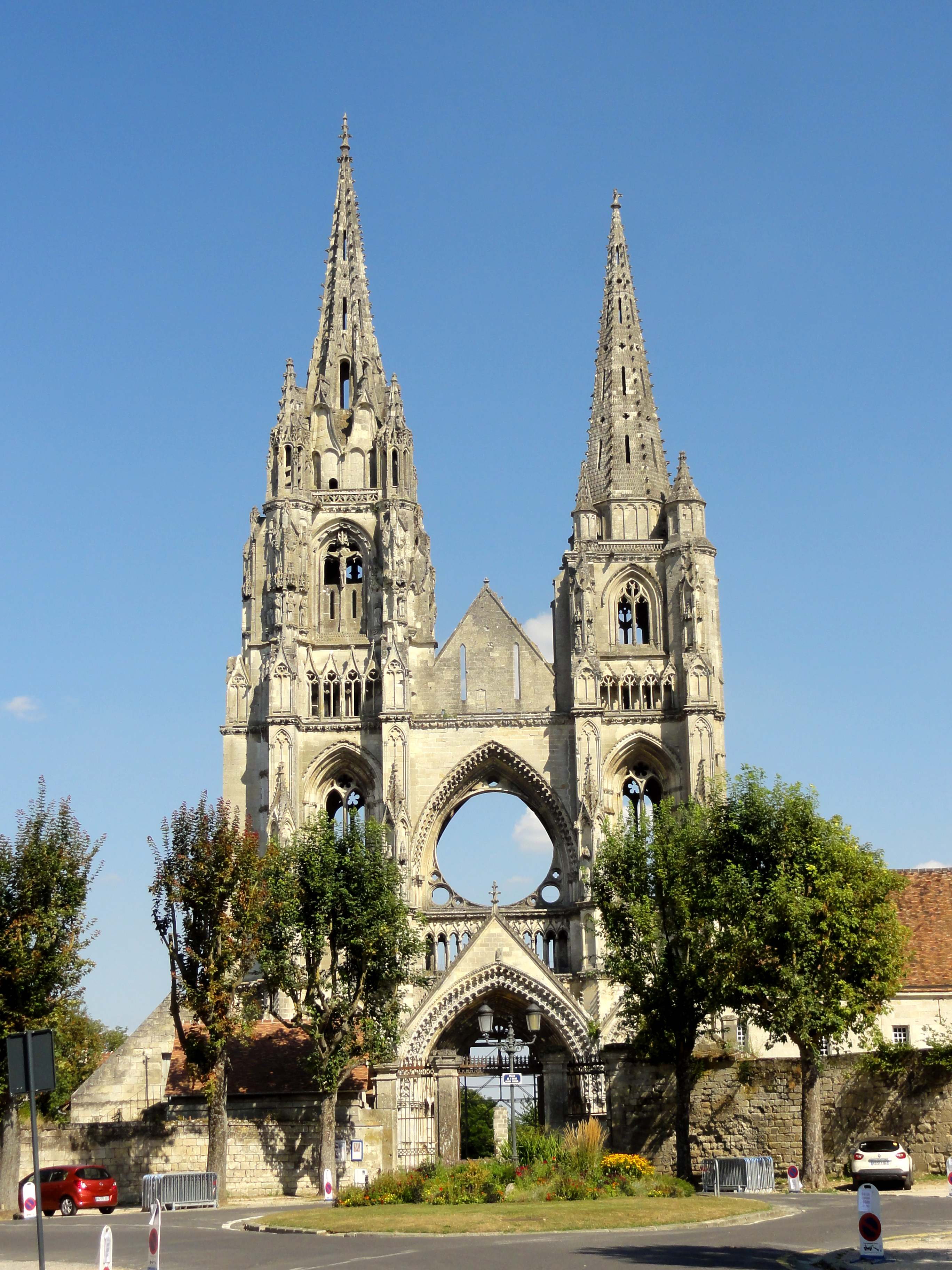
La façade occidentale de l'église.
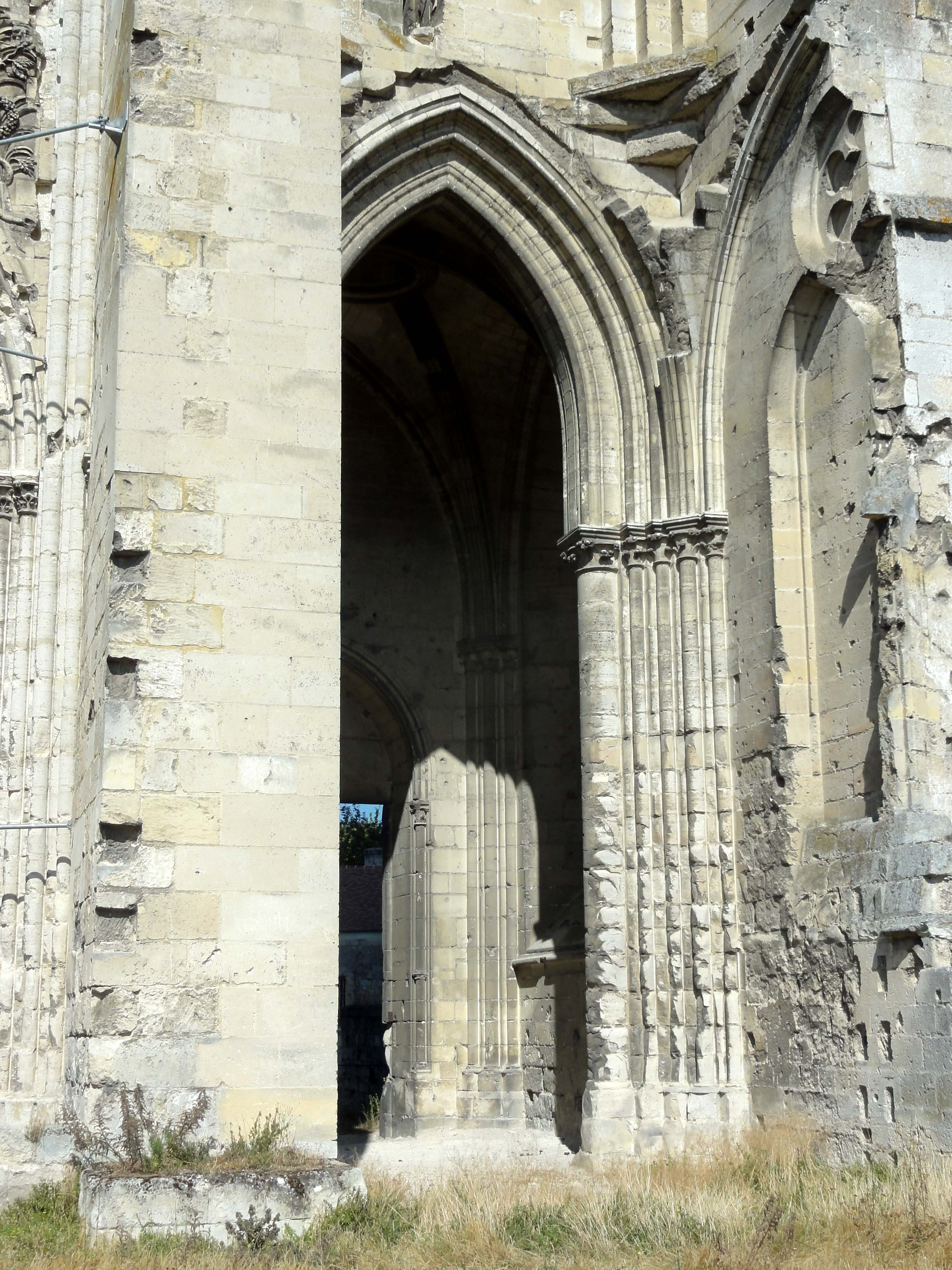
Début du bas-côté nord, ruiné.
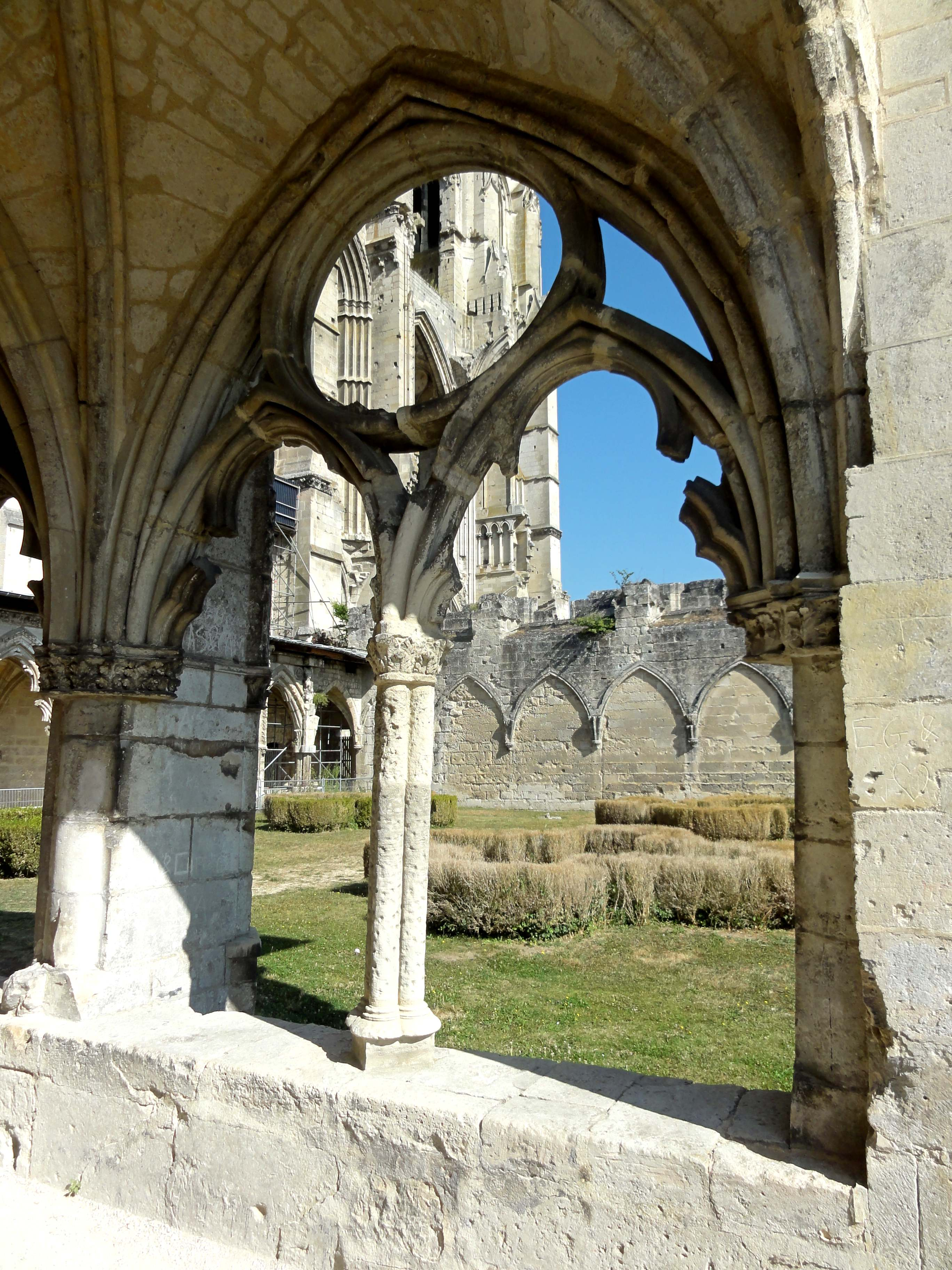
Cloître gothique, vue sur l'église.
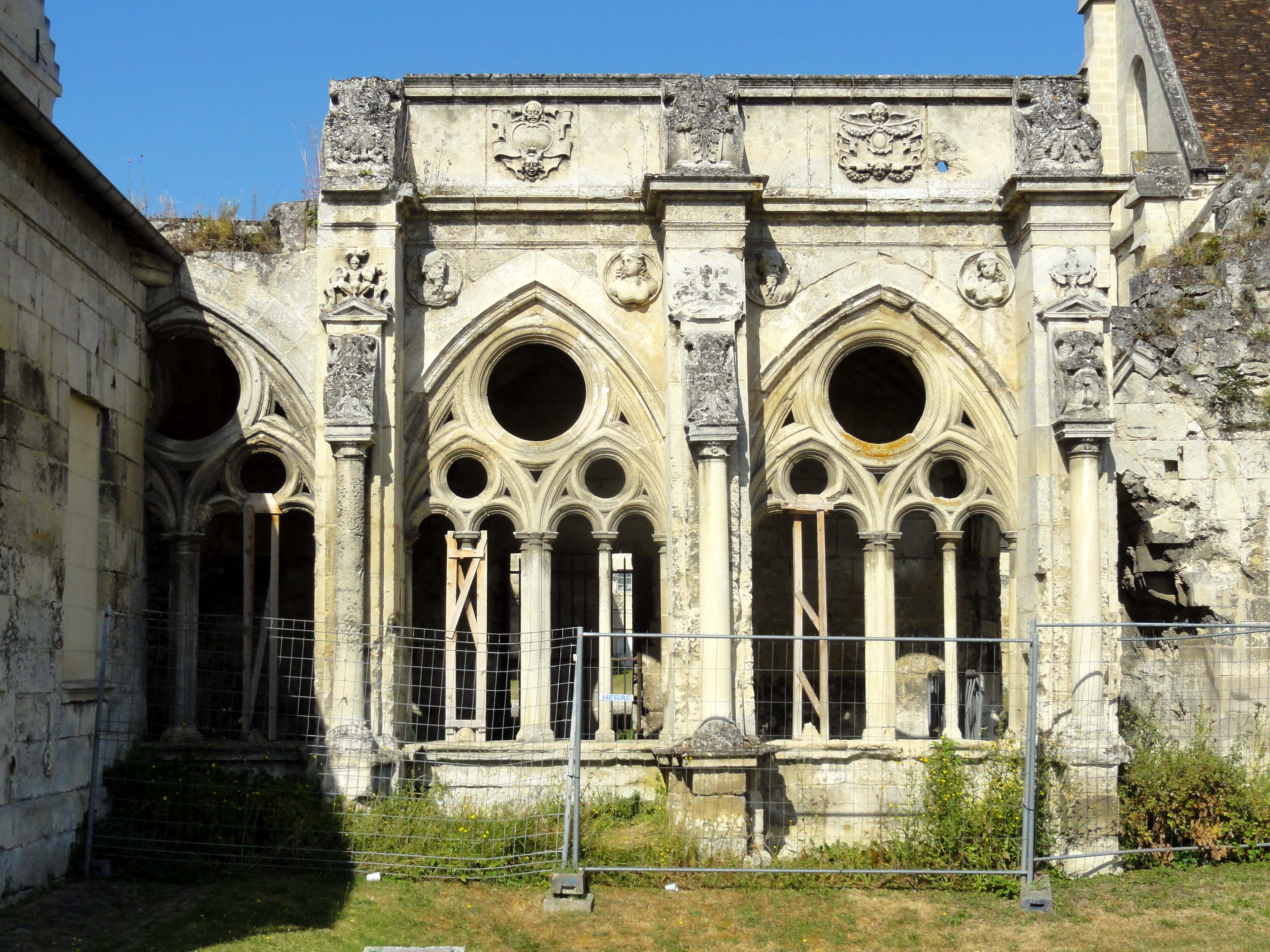
Vestiges du cloître Renaissance.
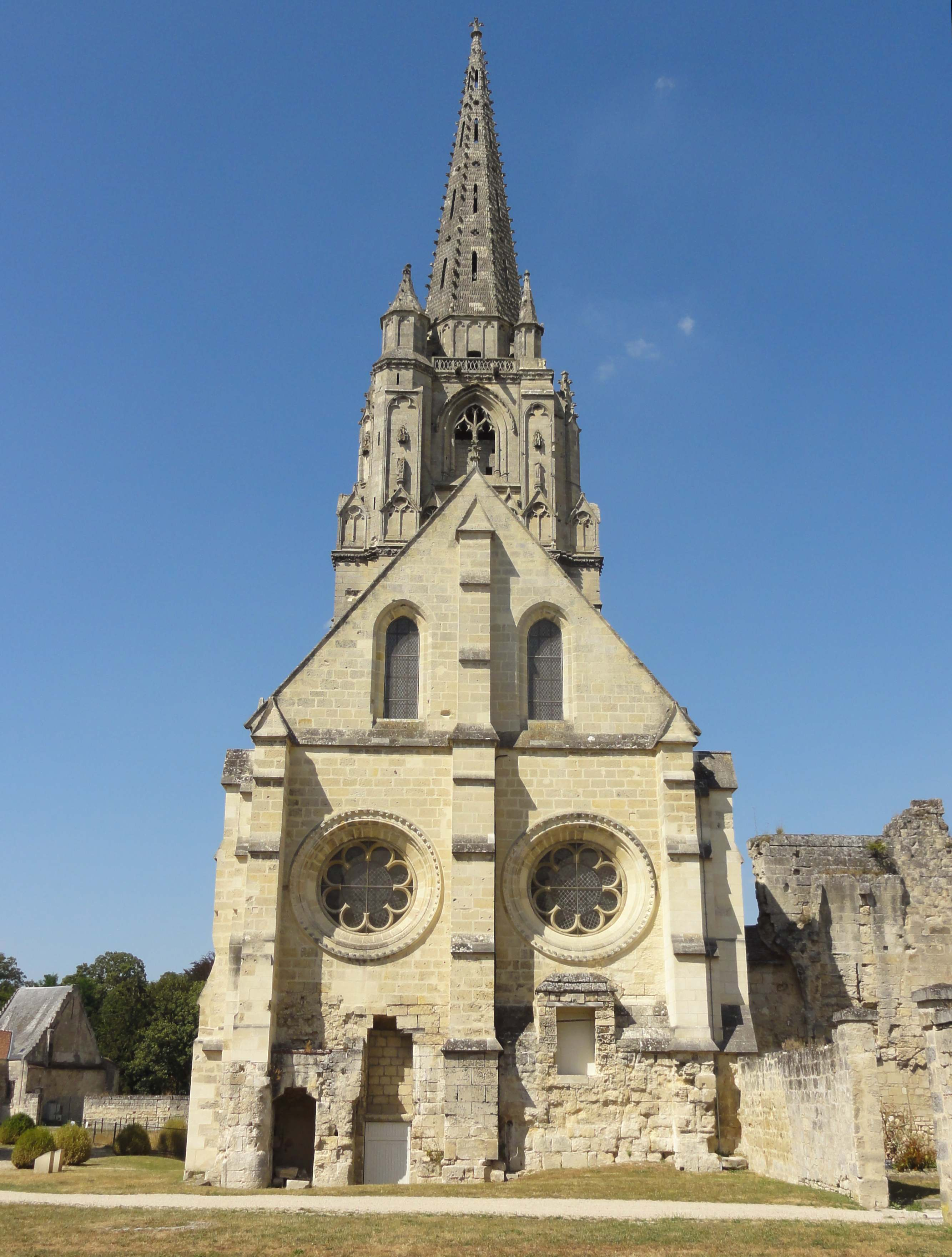
Réfectoire, pignon sud et tour sud de l'abbatiale.
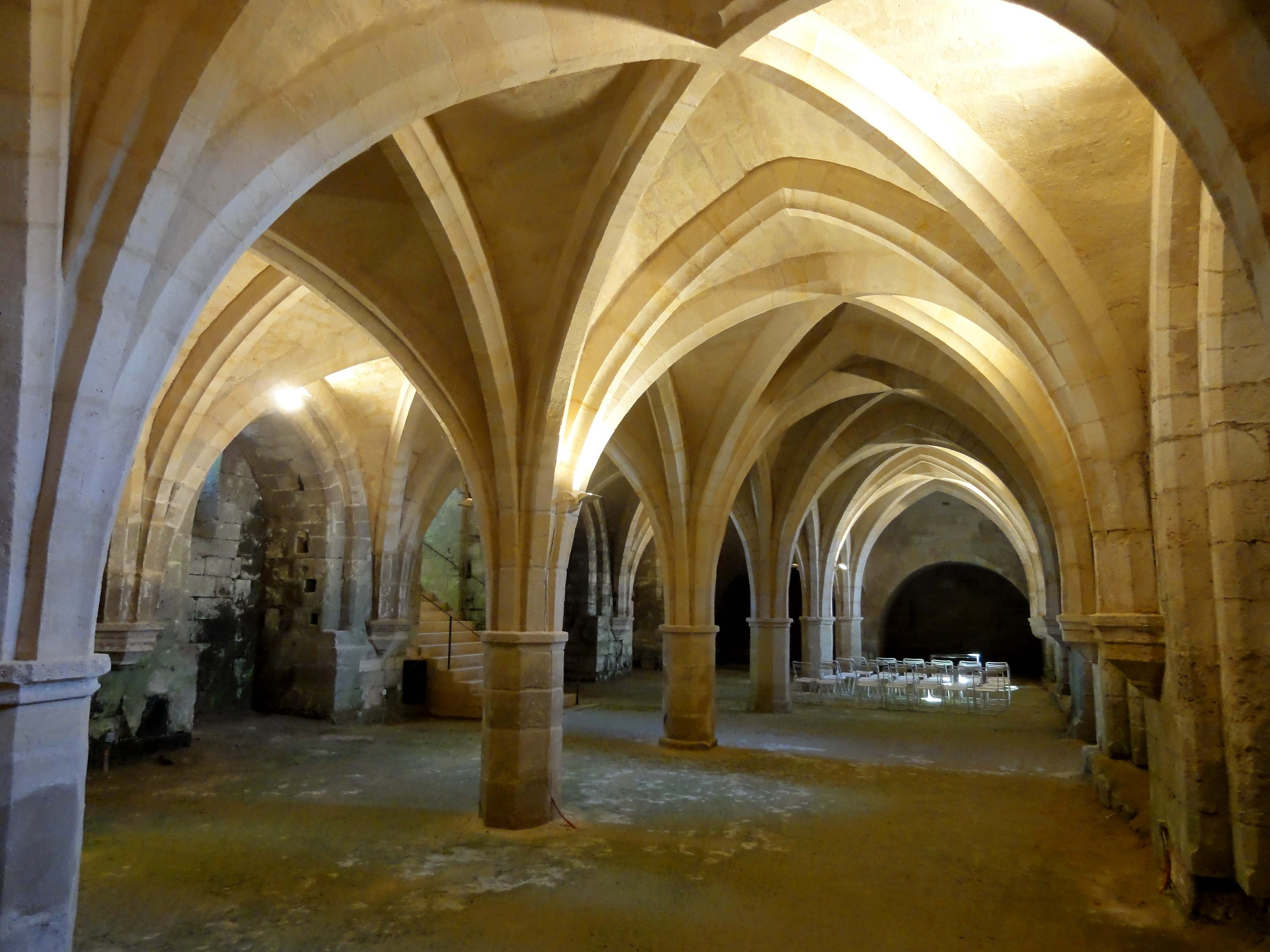
Le cellier, vue diagonale.
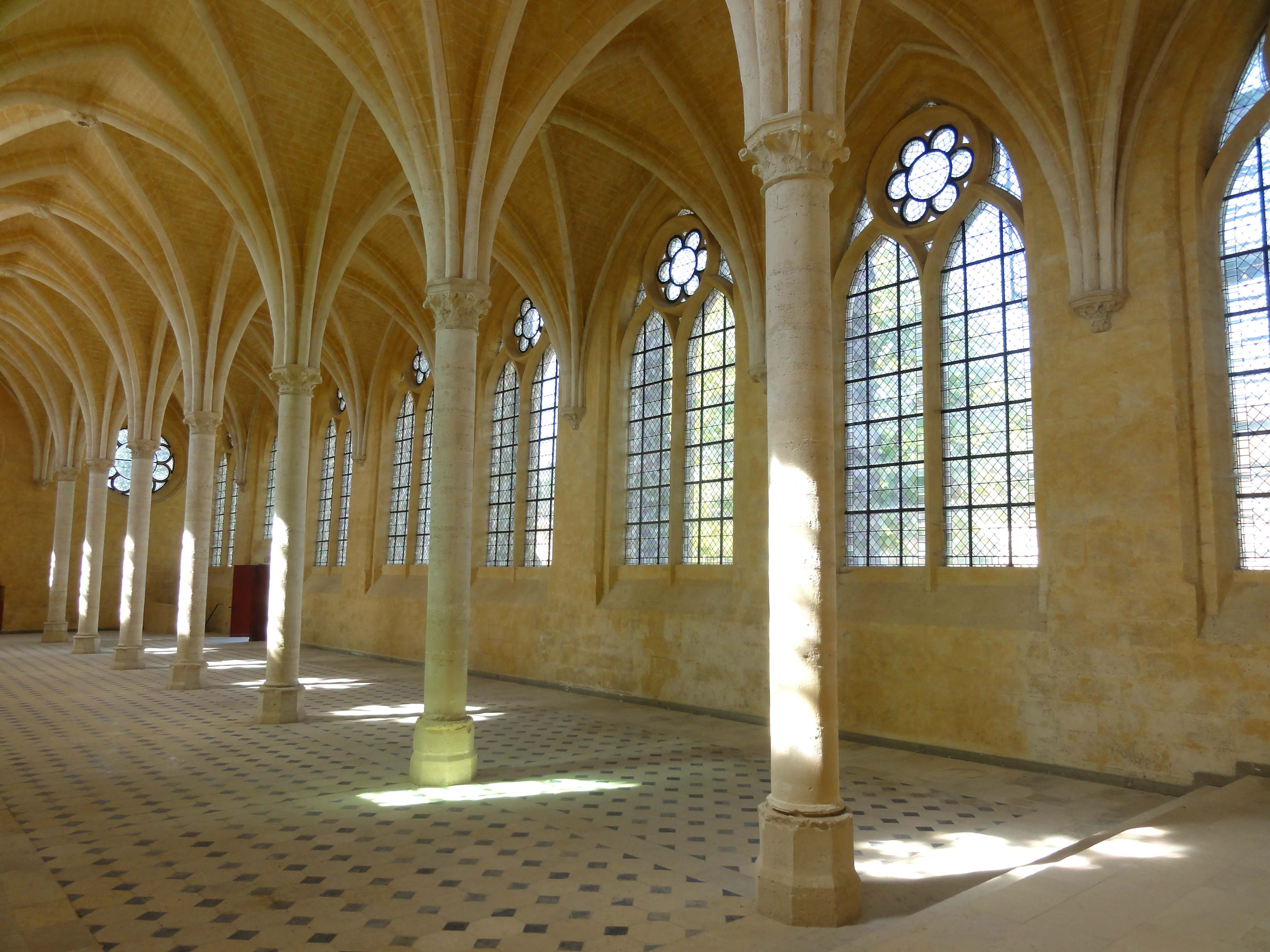
Vue générale intérieure du réfectoire.
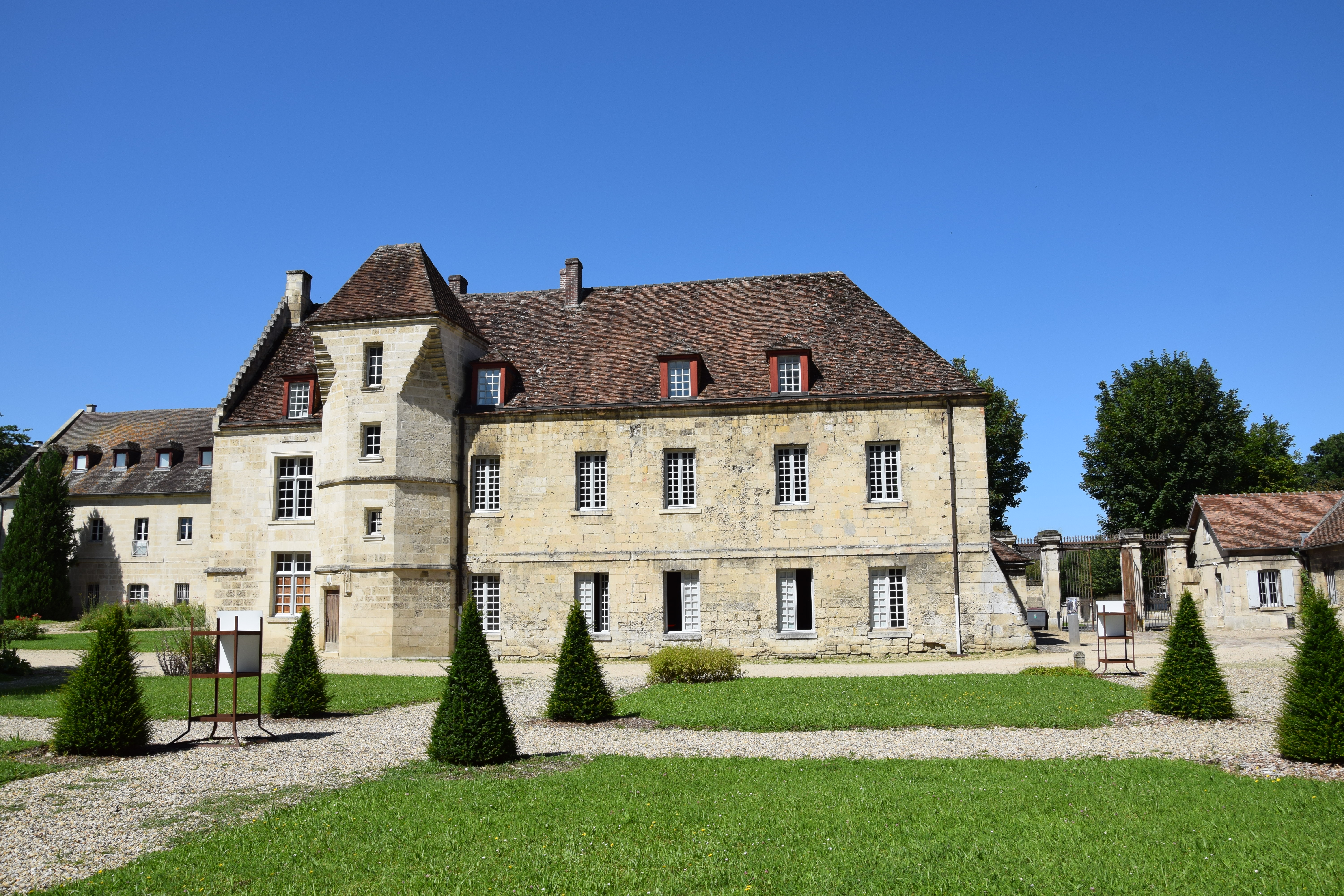
Logis de l'abbé commendataire.
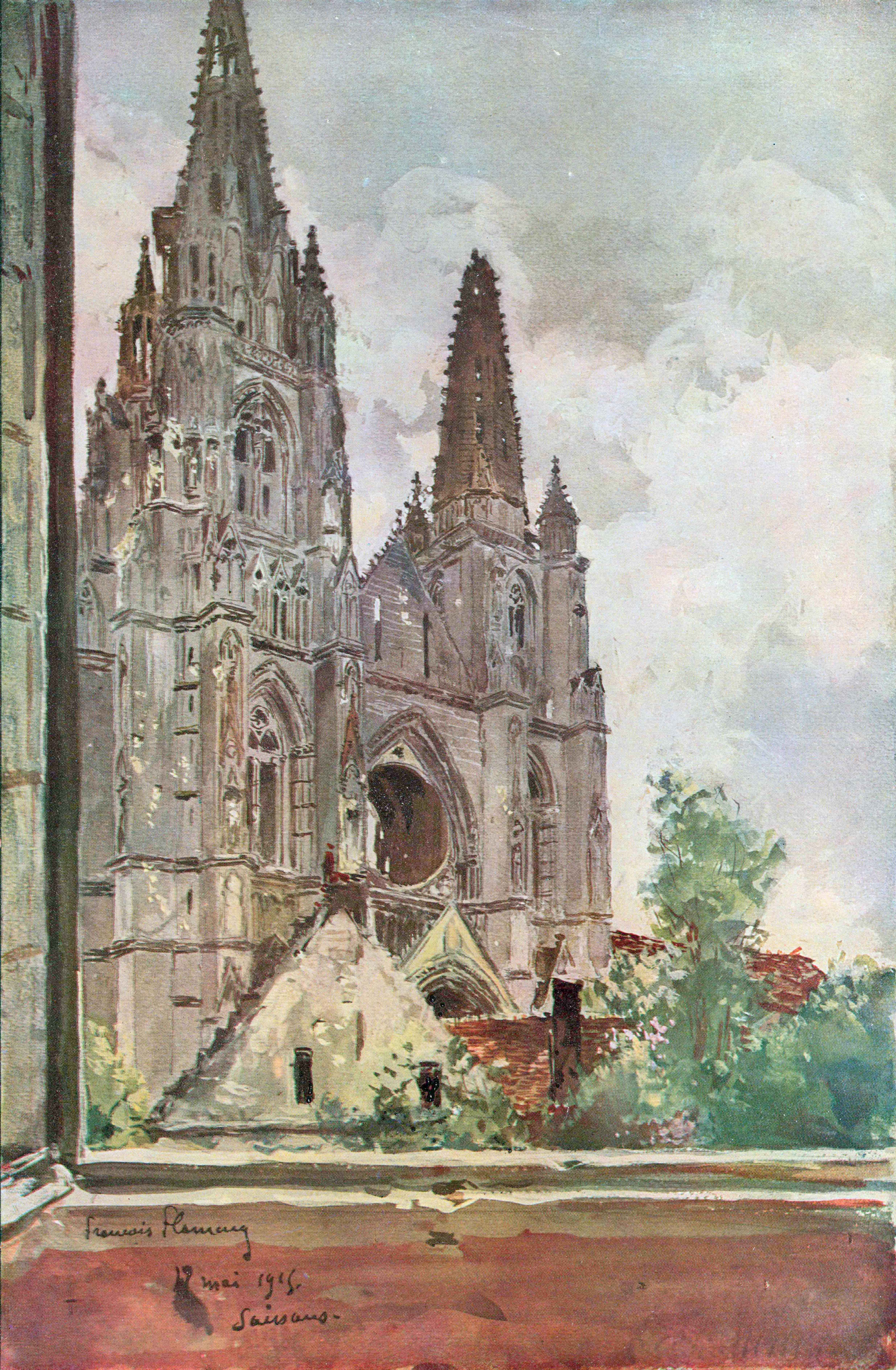
La façade de l'abbatiale en 1915, par François Flameng.